# Afrikaanse keuken
De Afrikaanse keuken is de keuken van het Afrikaanse continent, vaak wordt hierbij ook de keuken van het Midden-Oosten gerekend. De Afrikaanse keuken is beïnvloed door zowel drie grote wereldgodsdiensten, christendom, Islam en in sommige gebieden is er ook een sterke Joodse invloed als de lokale religies. Andere invloeden op de Afrikaanse keuken zijn het warme (vaak woestijn)klimaat, en de slechte levensomstandigheden in het merendeel van de landen, dit leidt tot een arme keuken met veel stoofgerechten.
De ingrediënten beslaan een groot spectrum, van granen(brood) en couscous in het Noorden, over yams, bakbananen, cassave, gierst en andere granen in subsahara-Afrika tot rijst en meer brood in het Midden-Oosten. Vlees is niet het hoofdbestanddeel van de maaltijd.
De keuken kan onderverdeeld worden in drie regionale keukens:
- De Sub-Sahara Afrikaanse keuken wordt gekenmerkt door het gebruik van pinda's, gierst, sorghum, cassave, zoete aardappelen, bakbananen, okra en andere groene groenten.
- De Noord-Afrikaanse keuken wordt gekenmerkt door het gebruik van fruit, knoflook, couscous en bulghur, schapenvlees en olijfolie.
- De keuken van het Midden-Oosten, ook wel de Arabische keuken genoemd, wordt gekenmerkt door het gebruik van kikkererwten, yoghurt, rijst, linzen, aubergines en citroen. Onder invloed van de islam en het jodendom zijn hieraan kaas en vlees toegevoegd.